# Blender (musikgrupp)
Blender är ett modernt dansband från Vadstena i Sverige, bildat i mars 2002 av Lasse Lundberg Jacobs.

## Historia
På kort tid blev bandet ett heltidsband och bandet har flera gånger medverkat i Sveriges Radio P4:s program "I afton dans" och radioprogrammet "Kalas". 2007 vann man Guldklaven i kategorin Årets album för albumet Alla essen på handen.
2009 togs bandets låt "Ingen ingenting" upp på Sveriges Radio P4:s så kallade B-rotationslista, vilket gav låten garanterad Sverige-omfattande speltid under minst 3-5 olika tillfällen varje vecka.
Den 12 december 2009 tävlade Blender i den sista deltävlingen av Dansbandskampen och framförde två låtar (Dag efter dag & Hold Me Now. De fick inte tillräckligt med röster av tittarna, men tog sig ändå vidare till finalen av juryn.
2011 nådde bandet en framgång med albumet Ingen utan mig, som nådde fjärdeplatsen på Sverigetopplistan.
2020 deltog dansbandet i TV-programmet Dansa hemma, ett initiativ från SVT under coronapandemin.

## Nuvarande medlemmar
- Lasse Lundberg Jacobs – kapellmästare, trummis, sångare, producent
- Jörgen Sandström – elbas, körsång
- Maria Persson – sång, frontfigur
- Jonas Hedlund – gitarr, sång, körsång
- Johannes Winroth – keyboard, körsång

## Medlemmar sedan starten
| Sångerska            | År        | Bi-instrument |  |
| -------------------- | --------- | ------------- |  |
| Gwendolyn Päivärinta | 2002-2003 |               |  |
| Susanne Bertlin      | 2003-2005 |               |  |
| Jennie Pettersson    | 2005-2005 |               |  |
| Maria Persson        | 2005-     |               |  |
| Gitarr               |           |               |  |
| Magnus Åkerlund      | 2002-2012 |               |  |
| Jimmy Glavå          | 2012-2013 |               |  |
| Jakob Svensson       | 2013-2014 |               |  |
| Erik Enstad          | 2014-2021 |               |  |
| Jonas Hedlund        | 2021-     |               |  |
| Bas                  |           |               |  |
| "Lillis" Persson     | 2002-2004 |               |  |
| Andreas Westman      | 2004-20?? |               |  |
| Urban Danielsson     | 20??-2008 |               |  |
| Robert Norberg       | 2008-2019 |               |  |
| Mats Elfqvist        | 2019-2021 |               |  |
| Jörgen Sandström     | 2021-     |               |  |
| Keyboards            |           |               |  |
| Johan Sjödin         | 2002-2003 |               |  |
| Anders Karlsson      | 2003-2004 |               |  |
| Ulf Härnström        | 2004-2007 |               |  |
| Rikard André         | 2007-2014 | Körsång       |  |
| Olle Tidblom         | 2014-2017 |               |  |
| Johannes Winroth     | 2017-     |               |  |
| Trummor              |           |               |  |
| Lasse Lundberg       | 2002-     | Sång          |  |

## Diskografi

### Album
- Live i studio - 2002
- Live i studio 2 - 2004
- Alla essen på handen - 2007
- Live i studio 3 - 2008
- Välkommen in - 2009
- Ingen utan mig - 2011
- På väg till Malung - 2012 (CD+DVD)
- Live i studio 4 - 2012
- Mi Amore -2015 (Grammisnominerad)
- Ängel utan vingar -2016 (Grammis Nominerad 2017) (Vinnare av Manifestpriset 2017 i kategorin Åretsdansband
- Gambla litegrann 2018

### Singlar
- Head over Heels - 2003
- It Must Be Love - 2004
- Du tänder alla ljus - 2006
- Känner liv igen - 2015
- Han gör himlen blå-2016
- Min tur nu - 2016

### Utmärkelser
- 2003 - Lasse Lundberg - Vann Guldklaven Årets Trummis
- 2003 - Blender - Guldklaven nominerad till Årets Uppstickare
- 2004 - Andreas Westman - Guldklaven Nominerad till Årets Basist
- 2005 - Blender - Guldklaven nominerad "Årets Dansband
- 2005 - Magnus Åkerlund - Vann Guldklaven Årets Gitarrist
- 2006 - Ulf Härnström - Vann Guldklaven Årets keyboardist
- 2007 - Maria Persson - Guldklaven nominerad Årets Sångerska
- 2007 - Blender - Vann Guldklaven Årets Album, "Alla essen på handen"
- 2009 - Robert Norberg - Guldklaven nominerad till Årets basist
- 2009 – Vann Manifestpriset album "Välkommen in"
- 2010 - Maria Persson Guldklaven nominerad till  "Årets sångerska"
- 2012 - Årets låt Guldklaven nominerad "Minnen från lyckliga dar"
- 2015 - Årets Sångerska "Maria Persson Vann Guldklaven
- 2016 - Grammisnominerad "Årets Dansband med album Mi Amore"
- 2016 - Vann Manifestpriset för Årets dansband med albumet Mi Amore.
- 2016 - Vann Årets Dansband i Guldklaven!
- 2016 - Årets låt "Kan Aldrig få nog" Guldklaven nominerad
- 2016 - Årets Sångerska Maria Persson Guldklaven nominerad
- Blender utsågs till Årets låt i P4 Dans med "Äntligen min tur" 2016
- 2017 vinnare av Manifestpriset
- 2017 med albumet Ängel utan vingar
- Grammisnominerd 2017 Årets dansband
- Nominerad till Årets låt i guldklaven ”Han gör hela himlen blå”
- Årets sångerska i guldklaven vann Maria Persson 2017
- Nominerad till Årets Album ”Gambla litegrann i Guldklaven 2018
- Årets sångerska i guldklaven vann Maria Persson 2018
- Årets sångerska i guldklaven vann Maria Persson 2019

### Fotnoter
1. ↑  ”Guldklaven; Vinnare genom tiderna”. Får jag lov. http://fjl.se/tidningen/guldklaven/. Läst 13 november 2018.
2. ↑  Dansbandsbloggen 5 september 2009 - Blender på P4:s rikslista Arkiverad 10 december 2009 hämtat från the Wayback Machine.
3. ↑  ”Ingen utan mig”. Swedishcharts. 16 mars 2011. Arkiverad från originalet den 21 juli 2012. https://web.archive.org/web/20120721213319/http://swedishcharts.com/showitem.asp?interpret=Blender&titel=Ingen%20utan%20mig&cat=a. Läst 19 oktober 2014.
4. ↑  ”Digital dansbandsvecka från Malung”. Får Jag Lov. https://fjl.se/nyheter/digital-dansbandsvecka-fran-malung/. Läst 17 november 2020.